# Masjävlar
Pour plus de détails, voir Fiche technique et Distribution.
Masjävlar est un film suédois, sorti en 2004. Le film gagna le Guldbagge Award du meilleur film, le Guldbagge Award du meilleur scénario et le Guldbagge Award du meilleur second rôle féminin pour Kajsa Ernst.

## Fiche technique
- Titre français : Masjävlar
- Réalisation : Maria Blom
- Scénario : Maria Blom
- Société(s) de production :  Memfis Film, Film i Väst
- Pays d'origine :  Suède
- Langue : Suédois
- Format : Couleur — 35 mm — 1,85:1 — Son : Dolby Digital
- Genre : Comédie dramatique
- Durée : 98 minutes (1 h 38)
- Dates de sortie : 
  -  Suède : 25 novembre 2004 (Festival international du film de Stockholm) / 16 décembre 2004 (sortie nationale)
  -  États-Unis : 12 avril 2005 (Minneapolis-St. Paul International Film Festival)
  -  Italie : 21 avril 2005 (Festival du film de Salerne)

## Distribution
- Sofia Helin : Mia
- Kajsa Ernst : Eivor
- Ann Petrén : Gunilla
- Barbro Enberg : Barbro
- Inga Ålenius : Anna